# Starigrad-Paklenica

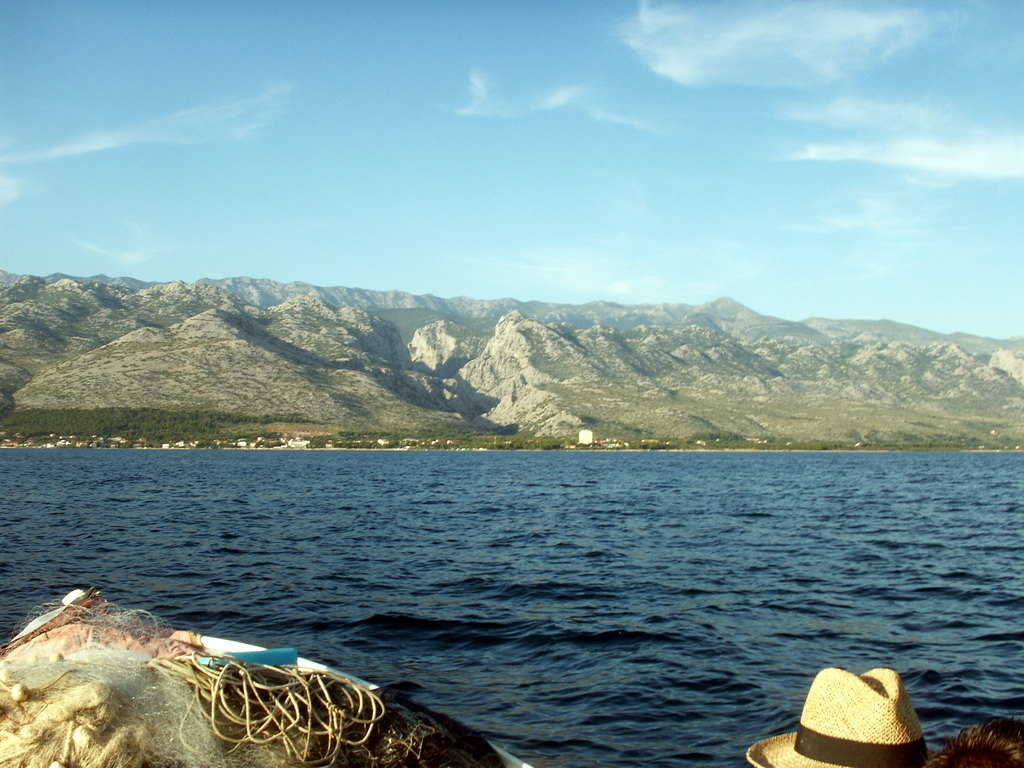
Küste von Starigrad mit Velebit-Gebirge

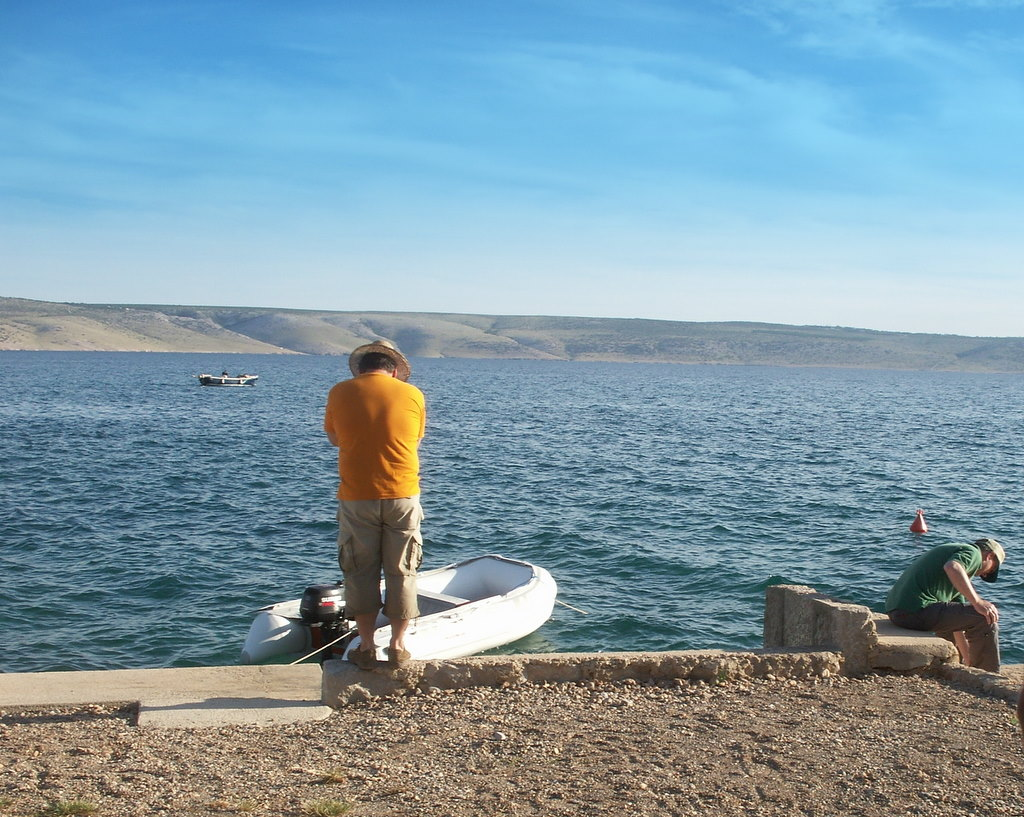
Blick vom Hafen auf den Velebiski Kanal

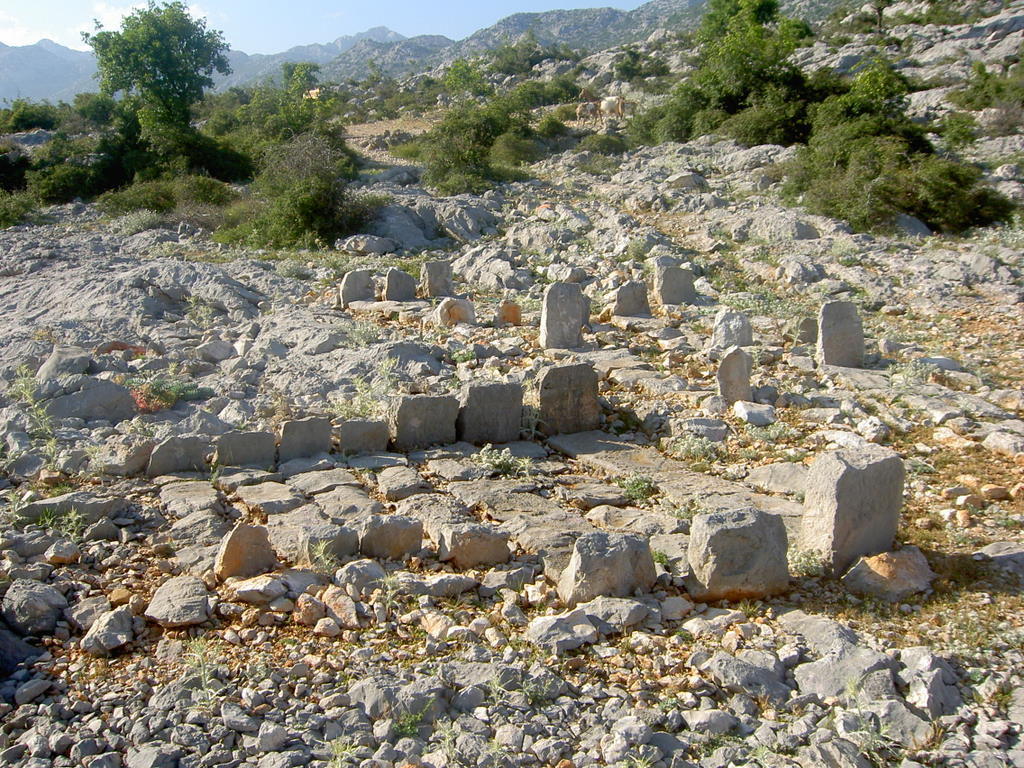
Mirilo bei Ljubotić

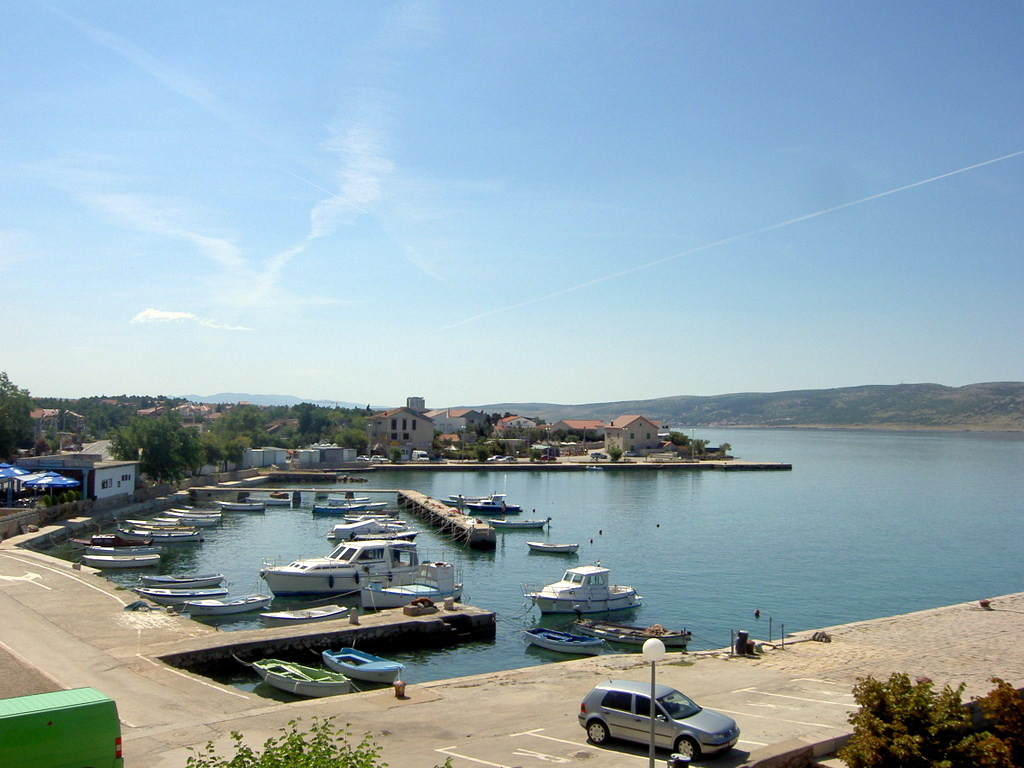
Hafen von Starigrad

Starigrad (wörtlich Alte Stadt), auch Starigrad-Paklenica genannt, italienisch Cittavecchia, ist eine Küstenstadt in Kroatien, in der Gespanschaft Zadar.

## Lage und Einwohner
Die Gemeinde Starigrad-Paklenica besteht aus den drei Orten Seline, Tribanj und Starigrad und hat 1876 Einwohner, wovon allein 1140 im Ort Starigrad leben (Volkszählung 2011). Sie liegt zwischen Karlobag und Zadar am Fuße des Velebit-Gebirges mit dem Nationalpark Paklenica unweit der Autobahn A1. Starigrad ist nicht zu verwechseln mit Stari Grad auf der Insel Hvar.

## Geschichte
Die ersten Siedlungsspuren im Velebit stammen aus dem Mesolithikum. Man geht davon aus, dass der Meeresspiegel damals zirka 120 m tiefer als heute war. Die gesamte Nordadria war Festland. Der stetig steigende Wasserspiegel nach der Eiszeit trieb die Bewohner von den versinkenden Gunstlagen langsam in die unwirtlicheren Berge. In der Bronzezeit wurden auf felsigen Gipfeln zahlreiche Verteidigungsanlagen angelegt. Diese Gradine genannten Anlagen über Starigrad, Morič, Seline oder Milovac dienten dem Schutz der ertragreichsten Felder. Gleichzeitig bildeten sie Kreuzungspunkte von Hirten- und Handelswegen und waren Beobachtungsstationen für den wichtigen Schiffsverkehr. In der Nähe der Gradine liegen oft Gräber lokaler Machthaber, wie sie am nördlichen Rand von Starigrad, in Matkovača zu sehen sind. Mit der Etablierung der römischen Provinz Dalmatia zu Beginn des 1. Jahrhunderts entstand auch in Starigrad eine römische Siedlung. Argyruntum lag auf einer 3,4 Hektar großen, heute verlandeten Insel, dem Bereich östlich des Hafens. Kaiser Tiberius ließ Schutzmauern und Türme errichten. Funde aus vierhundert Gräbern zeugen von großem Wohlstand und lebhaften Handelsbeziehungen im Mittelmeerraum. Der Zerfall des römischen Reiches beendete im 4. Jahrhundert die lange Friedenszeit (Pax Romana). Die Stadt wurde Opfer verschiedener Plünderungen. Im Zuge der Völkerwanderung kamen die Kroaten nach Dalmatien. Das älteste Relikt in der Nähe von Starigrad ist die Kirche St. Georg in Rovanjska aus dem 9. oder 10. Jahrhundert. Mittelalterliche Spuren sind die St. Peterskirche (13. Jahrhundert) sowie die Burgen „Večka kula“ auf einer Landzunge östlich von Starigrad sowie die „Paklarić“ auf den vorgeschichtlichen Ruinen über dem Eingang in die Velika Paklenica. 1527 nahmen die Türken das Hinterland Dalmatiens ein. Mit der Eroberung des Novigrader Meeres konnten die Türken die Landverbindung zwischen nördlichem und südlichem Kroatien kontrollieren. Die küstennahen Velebiter Gebirgshänge waren ständig Schauplätze von kriegerischen Auseinandersetzungen und Plünderungen. Nach einer 150-jährigen Verödung begannen die venezianischen Machthaber ab 1671 das verlassene Land neu zu kolonialisieren. Bis zum Ende des 17. Jahrhunderts war das Velebiter Vorgebiet wieder mit Bunjevici, Kroaten aus den Nachbarregionen, besiedelt. Nach den napoleonischen Kriegen kam 1815 Dalmatien unter österreichische Herrschaft und gehörte bis 1918 zur österreichisch-ungarischen Monarchie.
Im Hinterland von Starigrad, dem dünn besiedelten Karst-Gebiet des zum Meer abfallenden Velebit, gab es bis in die 1950er ein Beerdigungsritual, dessen Spuren heute noch zu finden sind. Die Toten aus den abgelegenen Höfen wurden auf ihrem letzten Weg an bestimmten Stellen niedergelegt und „grüßten“ ein letztes Mal die Sonne. Diese Mirilo genannten Rastplätze der Toten bestehen aus horizontal ausgerichteten Kalksteinplatten mit einem aufgerichteten, kaum aufwändig bearbeiteten Kopf- und einen einfachen Fußstein und wurden an die Körpergröße angepasst. Charakteristisch ist die Anordnung der Mirilo einer Familie in aufsteigender Größe. Im Totengedenken hatten die Mirila genannten Plätze, ohne Einfriedung unmittelbar in der Landschaft liegend, einen wichtigeren Stellenwert als das eigentliche Grab. Vom Ortszentrum in Starigrad führt ein eineinhalbstündiger Rundweg zu zwei Mirila. Weitere befinden sich beim Weiler Ljubotić oberhalb der Ortschaft Tribanj Kruščica, einem Ort zwischen Karlobag und Starigrad an der Adria-Magistrale.

## Gegenwart
Bis zum Aufkommen des Fremdenverkehrs war Starigrad von Fischerei und Viehzucht geprägt. Als Hauptort des seit den 1940er Jahren bestehenden Nationalparks Paklenica ist Starigrad von Bausünden einigermaßen verschont geblieben. Zu Titos Zeiten lag die Ortschaft am Rande eines militärischen Sperrgebiets, da im Velika Paklenica Cañon ein riesiger Bunker für die Staats- und Militärführung gebaut wurde. Dieser erwies sich schlussendlich als zu feucht und wurde nie eingerichtet. Heute wird er in Teilen für Ausstellungen genutzt und ist als „Bunkeri“ zu besichtigen.
Nunmehr ist Starigrad ein Urlaubsort. Das nahe Beieinanderliegen von Mittelgebirge und Meer bietet Erholungssuchenden, Sportlern und Naturfreunden ein ungewöhnlich breites Betätigungsfeld. Die bis zu 1700 Meter hohen Felsgipfel gelten als eines der schönsten Klettergebiete Europas. Im Umland von Starigrad befinden sich mehrere Drehorte von Karl-May-Filmen wie Winnetou.